# Cyclocosmia ricketti
Espèce
Synonymes
- Halonoproctus ricketti Pocock, 1901

Cyclocosmia ricketti est une espèce d'araignées mygalomorphes de la famille des Halonoproctidae.

## Distribution
Cette espèce est endémique de Chine. Elle se rencontre au Fujian, au Jiangxi, au Sichuan, au Hunan et au Zhejiang.

## Description
La femelle holotype mesure 28 mm.
Les femelles mesurent de 25,83 mm à 30,0 mm.
Le mâle décrit par Lin, Yu, Yan et Li en 2022 mesure 13,41 mm.

## Systématique et taxinomie
Cette espèce a été décrite sous le protonyme Halonoproctus ricketti par Pocock en 1901. Elle est placée dans le genre Cyclocosmia par Simon en 1903.

## Étymologie
Cette espèce est nommée en l'honneur de Charles Boughey Rickett.

## Publication originale
- Pocock, 1901 : « On some new trap-door spiders from China. » Proceedings of the Zoological Society of London, vol. 1901, no 1, p. 207-215 (texte intégral).